# Смерть за посаг
Смерть за посаг (англ. Dowry death) — вбивство або доведення до самогубства одружених жінок через суперечки щодо приданого. Смерть за посаг поширена переважно в Індії, Пакистані, Бангладеш та Ірані.
Індія повідомляє про найбільшу загальну кількість смертей за посаг: у 2010 році було зареєстровано 8391 смертей, тобто 1,4 смерті на 100 000 жінок. Смерті за посаг становлять від 40 до 50 % усіх вбивств жінок, які щорічно реєструються в Індії, що є стабільною тенденцією протягом періоду з 1999 по 2016 рік. З поправкою на чисельність населення, Пакистан, де зареєстровано 2000 таких смертей на рік, має найвищий рівень смертності за посаг — 2,45 на 100 000 жінок.

## Поширеність у країнах

### Індія

#### Практика заборони
Закон про заборону посагу 1961 року в Індії забороняє вимагати, виплачувати або приймати посаг «як винагороду за шлюб», де «посаг» визначається як подарунок, який вимагають або дають як передумову для шлюбу. Подарунки, передані без попередньої домовленості, не вважаються посагом і є законними. Прохання або надання посагу може каратися позбавленням волі на строк до шести місяців або штрафом у розмірі до 5000 ₹ (близько 60 доларів США або 2225 гривень).
Індійські активістки за права жінок понад 40 років боролися за закони, які б стримували смерть за посаг, наприклад, Закон про заборону посагу 1961 року та більш суворий розділ 498a Кримінального кодексу Індії (прийнятий у 1983 році). Відповідно до Закону про захист жінок від домашнього насильства 2005 року (PWDVA), жінка може припинити домагання щодо посагу, звернувшись до офіцера з захисту від домашнього насильства. Після проведення польових досліджень Шалу Нігам поставив під сумнів ефективність цих законів, зазначивши, що «суди часто пропонували жінкам обов'язкове консультування, що призводить до небажаних результатів і вузьких варіантів» і, що «закони не можуть ані задовольнити нагальні потреби жертв, ані запропонувати практичні засоби правового захисту щодо медичної допомоги, будинків короткострокового перебування, ясел, психологічної підтримки, притулків або економічної чи матеріальної допомоги жінкам, яких вони потребують найбільше».

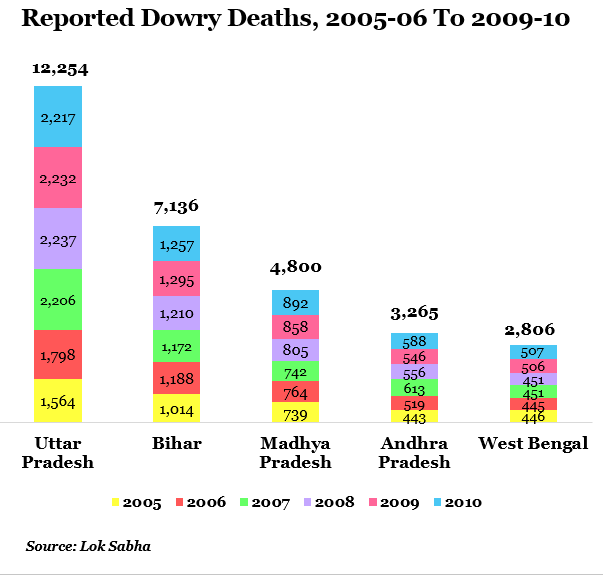
Статистика вбивства за посаг у штатах Індії у 2005-2010 роках

Попри те, що індійські закони проти посагу діють десятиліттями, їх здебільшого критикують як неефективні. Практика смертей і вбивств за посаг продовжує відбуватися безконтрольно в багатьох частинах Індії.

### Пакистан
У Пакистані надання та очікування посагу (так званий Jahez) є частиною культури — понад 95 % шлюбів у кожному регіоні Пакистану передбачають передачу посагу від родини нареченої до родини нареченого.
Протягом десятиліть у Пакистані зростає кількість смертей через посаг. Насильство та смертельні випадки, пов'язані з посагом, стали широко поширеними після того, як Пакистан став незалежною державою. Понад 2000 смертей на рік, пов'язаних із посагом, і щорічними показниками, що перевищують 2,45 смерті на 100 000 жінок внаслідок насильства, пов'язаного з посагом, роблять Пакистан країною, що має найвищий у світі рівень смертності за посаг на 100 000 жінок.
Існує певна суперечка щодо смертності від посагу в Пакистані. Деякі публікації стверджують, що офіційні особи Пакистану не реєструють смертей через посаг, і що показники смертності занижені й можуть бути значно вищими. Наприклад, Насрулла повідомляє про загальну середньорічну кількість смертей за посаг на рівні 33 на 100 000 жінок у Пакистані, з яких 49 % були навмисними, або середньорічний показник приблизно 16 на 100 000 жінок.
Законопроєкт Пакистану про посаг та шлюбні подарунки (обмеження) 2008 року обмежує ціну посагу на рівні 30 000 PKR (~5000 грн), тоді як загальна вартість весільних подарунків обмежена 50 000 PKR (майже 8400 грн). Закон оголошував незаконними вимоги про посаг сім'єю нареченого, а також публічну демонстрацію посагу до або під час весілля. Однак цей та подібні закони проти посагу 1967, 1976 та 1998 років, а також Закон про сімейні суди 1964 року виявилися недієвими. Такі активісти, як SACHET Пакистан, стверджують, що поліція відмовляється реєструвати та переслідувати заяви про домашнє насильство та смертельні травми, пов'язані з посагом.
Різні військові та демократично обрані цивільні уряди в Пакистані намагалися заборонити традиційне демонстрування посагу та дорогих вечірок (walima). Однією з таких спроб були Акт 1997 року, Ордонанс (XV) 1998 року та Ордонанс (III) 1999 року. Вони були оскаржені у Верховному суді Пакистану. Заявник навів низку хадисів згідно з релігійними законами шаріату, щоб продемонструвати, що іслам заохочує валіму та пов'язані з нею звичаєві практики. Заявник стверджував, що спроби уряду Пакистану прийняти ці закони суперечать заборонам ісламу. Верховний суд визнав ці закони та постанови неконституційними.

### Іран
Посаг — давній звичай Персії, який місцеві називають jahâz (іноді пишеться як jahiziyeh). Про насильство та смерті в Ірані, пов'язані з посагом, повідомляють місцеві газети, а деякі з новин з'являються й в англійських ЗМІ. Про випадки смерті за посаг в Ірані повідомлялося й у дослідженнях у 2014 році. У фільмі іранської режисерки Мар'ям Захірімехр «Нескінченний?» зображено травму, пов'язану зі смертю через посаг в Ірані.

### Бангладеш
У Бангладеш посаг називається «джотук» (бенгальська: যৌতুক), і також є важливою причиною смерті жінок. Від 0,6 до 2,8 наречених на рік на 100 000 жінок, як повідомляється, вмирають через насильство, пов'язане з посагом, в останні роки. Причинами смерті стають самогубства, пожежі та інші форми домашнього насильства. У 2013 році у Бангладеш було повідомлено, що 4470 жінок стали жертвами насильства, пов'язаного з посагом, протягом 10 місяців.

#### Відомі випадки
- 20-річна Максуда Бегум була забита до смерті своїм чоловіком, 25-річним Моніром Хоссейном через придане після одруження. Хоссейн та члени його родини почали катувати Бегум через вимоги від її батька посагу в розмірі 50 000 бангладеських таків (близько 17 тис. грн). Максуду у важкому стані терміново доставили до місцевої лікарні, де чергові лікарі констатували її смерть (2013)[31].
- Саті Ахтер (20 років) була вбита чоловіком Хафізуром Рахман заради приданого. Під час шлюбу Рахман отримав 50 000 БТ та інші домашні меблі як посаг, проте чоловік надалі вимагав від дівчини 100 000 БТ та піддавав її тортурам (2012)[31].
- Шайна Хатун (35 років) покінчила життя самогубством. Через 15 років після одруження чоловік почав вимагати у дружини 50 000 БТ посагу, але Шайна не змогла надати цих грошей, після чого повісилася (2013)[31].